# Palazzo Adriano
Palazzo Adriano (på arberesjiska Pallací, på sicilianska Palazzu) är en ort i storstadsregionen Palermo, innan 2015 i provinsen Palermo, på västra Sicilien i Italien. Kommunen hade 2 072 invånare (2017). och består av italienare och arberesjer. Palazzo Adriano gränsar till kommunerna Bivona, Burgio, Castronovo di Sicilia, Chiusa Sclafani, Corleone, Lucca Sicula och Prizzi.
Palazzo Adriano omnämns först i samband med sicilianska aftonsången år 1282. Under 1300-talet var dock platsen nästan helt obebodd, fram till att den i slutet av 1400-talet åter befolkades av grekisk-ortodoxa arberesjer (albaner) som flydde från Balkan undan osmanernas invasion av Morea.